# 台岭乡
台岭乡，是中华人民共和国江西省吉安市永新县下辖的一个乡镇级行政单位。

## 行政区划
台岭乡下辖以下地区：
南汶村、禾山村、程佳村、布淌村、高汶村、长烟村和六合村。